# 正栄汽船
正栄汽船株式会社（しょうえいきせん、英語：SHOEI KISEN KAISHA, LTD.）は、愛媛県今治市に本社を置く海運会社。今治造船のグループ企業である。

## 概要
船舶を所有し、日本郵船や商船三井など国内外の海運会社に貸し付ける船舶貸渡業（船主）を営んでいる。所有する船舶は今治造船グループで建造している。コンテナ船やLNG船など様々な船舶を所有し、多いときには実に100隻もの船を保有しているとされる。
1962年に「正栄丸」（869総トン）を建造し、川崎汽船に用船したのが始まりである。当時、川崎汽船から用船の確約を取得し、船主に引き受けを呼びかけたが愛媛船主で未知の航路であった北海道に向かう航路に投入される事から引き受ける船主が現れず、今治造船がやむを得ず正栄汽船を設立し用船を行ったという経緯がある。正栄丸は「山泰丸」（船主は瀬野汽船）に続く、愛媛船主が日本一周航路へ投入した第二船であった。
今治造船は、その後外航船や新しい船型に進出して行く時、まず正栄汽船に建造させ、同時に愛媛の友好船主たちに同じように用船を仲介し、同型船の建造を呼びかけるというスタイルで正栄汽船を活用している。

## 沿革
- 1962年 - 「正栄汽船株式会社」設立。第一番船となる「正栄丸」（869総トン）を所有。
- 1964年 - 近海船「正和丸」（2505総トン）を建造。
- 1971年 - 遠洋船「丸亀丸」（4993総トン）を建造。
- 1977年 - 自動車運搬船「あめりかん　はいうえい」（5000台積み）を保有。
- 1985年 - 2,000個積みコンテナ船「CALIFORNIA VENUS」を保有。
- 2000年 - ケープサイズバラ積み船「CAPE HOPE」を保有。
- 2001年 - 6,350個積み大型コンテナ船「MOL ADVANTAGE」を保有。
- 2008年 - LNG船「TRINITY ARROW」を保有。
- 2015年 - 14,000個積み大型コンテナ船「MILLAU BRIDGE」を保有。
- 2017年 - 20,000個積み大型コンテナ船「MOL Truth」を保有[6]。
- 2018年 - LNG二元燃料焚き大型液化天然ガス運搬船「CASTILLO DE MERIDA」を保有。
- 2021年 - 正栄汽船所有のエヴァーギヴンがスエズ運河にて座礁事故を起こす[7]。

## 事業所
- 今治本社事務所 : 愛媛県今治市小浦町1丁目4-52
- 東京事務所 : 東京都千代田区有楽町1丁目5番1号 日比谷マリンビル14階

## 保有船舶
- コンテナ船
- LNG輸送船
- ばら積み船
- タンカー
- チップ輸送船等